# 1984 코파 델 레이 결승전
1984 코파 델 레이 결승전(스페인어: La Final de la Copa del Rey de 1984)은 스페인의 축구 컵대회인 코파 델 레이의 80번째 결승전이다. 이 경기는 1984년 5월 5일, 마드리드의 산티아고 베르나베우에서 열렸다. 아틀레틱 빌바오는 바르셀로나를 1-0로 이기고 통산 23번째 우승을 거두었다. 이 경기는 종료 후에 벌어진 대규모 패싸움으로도 회자된다.

## 상세 경기 정보
| 아틀레틱 빌바오 | 1–0               | 바르셀로나 |
| --------------- | ----------------- | ---------- |
| 엔디카 14′      | 리포트 (스페인어) |            |

| GK                | 1  | 안도니 수비사레타       |     |     |
| DF                | 2  | 산티아고 우르키아가     |     |     |
| DF                | 4  | 이니고 리세란수         | 37′ |     |
| DF                | 5  | 안도니 고이코에체아     |     |     |
| DF                | 3  | 호세 마리아 누녜스      |     |     |
| MF                | 8  | 파치 살리나스           | 21′ |     |
| MF                | 6  | 미겔 데 안드레스        |     |     |
| MF                | 10 | 이스마엘 우르투비       | 26′ |     |
| FW                | 7  | 다니 (주장)             |     |     |
| FW                | 9  | 엔디카                  |     | 61′ |
| FW                | 11 | 에스타니슬라오 아르고테 |     | 87′ |
| 교체 선수:        |    |                         |     |     |
| GK                | 12 | 카를로스 멜렌데스       |     |     |
| MF                | 13 | 호세 라몬 가예고        |     | 87′ |
| DF                | 14 | 루이스 데 라 푸엔테     |     |     |
| FW                | 15 | 마누엘 사라비아         |     | 61′ |
| MF                | 16 | 미겔 앙헬 솔라          |     |     |
| 감독:             |    |                         |     |     |
| 하비에르 클레멘테 |    |                         |     |     |

| GK                   | 1  | 우루티                 |     |     |
| DF                   | 2  | 텐테 산체스 (주장)     |     |     |
| DF                   | 6  | 호세 라몬 알렉상코     | 62′ |     |
| DF                   | 3  | 미겔리                 |     |     |
| DF                   | 4  | 훌리오 알베르토        |     |     |
| MF                   | 11 | 마르코스               |     |     |
| MF                   | 5  | 빅토르                 | 53′ |     |
| MF                   | 8  | 베른트 슈스터          | 57′ |     |
| MF                   | 9  | 후안 카를로스 로호     |     | 63′ |
| FW                   | 10 | 디에고 마라도나        |     |     |
| FW                   | 7  | 프란시스코 카라스코    | 8′  |     |
| 교체 선수:           |    |                        |     |     |
| DF                   | 12 | 안토니오 올모          |     |     |
| GK                   | 13 | 페드로 마리아 아르톨라 |     |     |
| MF                   | 14 | 에스테반               |     |     |
| MF                   | 15 | 파코 클로스            |     | 63′ |
| FW                   | 16 | 피치 알론소            |     |     |
| 감독:                |    |                        |     |     |
| 세사르 루이스 메노티 |    |                        |     |     |

| 경기 규정 - 90분 - 필요시 연장전 30분 - 연장전 이후 동점시 승부차기 - 교체 선수 5명 등재 - 최대 선수 2명 교체 가능 |

## 같이 보기
- 아틀레틱-바르셀로나 경쟁